# Kristálypalota
A Kristálypalota a Vízipók-csodapók című rajzfilmsorozat első évadának negyedik epizódja. A forgatókönyvet Kertész György írta.

## Cselekmény
Keresztespók meghívja barátját, hogy tekintse meg új nappaliját és építsen a szomszéd ágon házat magának. Elkeseredik, hogy Vízipók a víz alatt tervez házat építeni. Na de hogyan lehetséges egy hálóval víz alatt tartani a levegőt?

## Alkotók
- Rendezte: Szabó Szabolcs, Szombati Szabó Csaba
- Írta: Kertész György
- Dramaturg: Bálint Ágnes
- Zenéjét szerezte: Pethő Zsolt
- Operatőr: Barta Irén, Polyák Sándor
- Hangmérnök: Bársony Péter
- Vágó: Czipauer János
- Rajzolták: Balajthy László, Haui József, Hegyi Füstös László, Hernádi Oszkár
- Színes technika: Kun Irén
- Gyártásvezető: Doroghy Judit, Vécsy Veronika

Készítette a Magyar Televízió megbízásából a Pannónia Filmstúdió és a Kecskeméti Filmstúdió

## Szereplők
- Vízipók: Pathó István
- Keresztespók: Harkányi Endre
- Fülescsiga: Móricz Ildikó
- Rózsaszín vízicsiga: Géczy Dorottya
- Kék vízicsiga: Felföldi Anikó
- Barna vízicsiga: Benkő Márta